# Dangerous Pastime
Dangerous Pastime  (també titulada “Wait For Me” i “A Dangerous Pastime”) és una pel·lícula muda dirigida per James W. Horne i protagonitzada per Lew Cody, que també actuà de productor, Cleo Ridgely i Elinor Fair. Basada en un relat de Wyndham Martyn adaptat per Tipton Steck, es va estrenar a finals del 1921. 

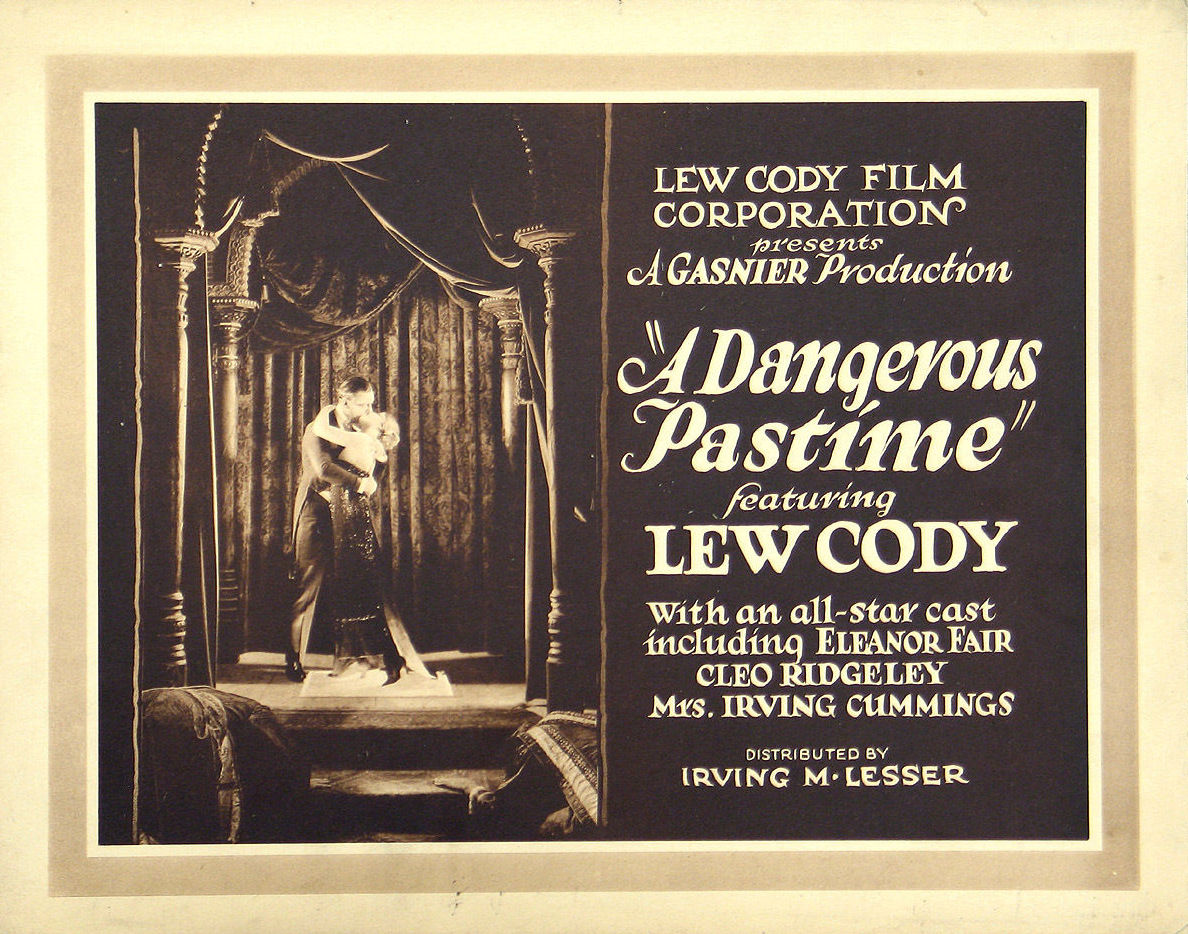
Propaganda de la pel·lícula

## Argument
Barry Adams un ric playboy de Nova York descobreix que el seu germanastre, James Gregor, li talla la seva assignació. Barry cerca desesperadament de casar-se amb Celia, una noia de l’alta societat novaiorquesa obtenint sempre un no com a resposta. Celia sap que ha tingut moltes conquestes i està convençuda que mai renunciarà als seus costums mundans. Finalment, pren la pista i decideix seguir buscant dones i aventura. Rep una nota prometedora d'algú que s'identifica com "la dama de les orquídies", que resulta ser Constance Stowell, una antiga conquesta. Constance fa tot el que pot per guanyar Adams, però ell no s'hi mostra interessat. A més descobreix que la noia està compromesa amb un antic amic seu anglès, Cliff Leyston. Aconsegueix que la noia declari davant Cliff que es vol casar amb ell només per despit a la seva mare. Més endavant, un antic amant de Constance, Kent, es suïcida desesperat davant els ulls atònits de tots dos. Constace no accepta un no com a resposta per lo que narcotitza Barry i el porta a una casa de camp aïllada però ell aconsegueix escapar i presentar-se a Cèlia jurant que els seus dies de playboy s'han acabat.

## Repartiment
- Lew Cody (Barry Adams)
- Cleo Ridgely (Constance Stowell)
- Elinor Fair (Celia Andrews)
- Ruth Cummings (Mrs. Gregor)
- Ernest Joy (James Gregor)[4]
- Arthur Hoyt (Dr. Haslet)
- Frank Elliott (Lord Cliff Leyston)